# Wang Wej-čung
Wang Wej-čung (čínsky pchin-jinem Wáng Wěizhōng, znaky zjednodušené 王伟中; * březen 1962, Šuo-čou, Šan-si) je čínský politik a od prosince 2021 guvernér provincie Kuang-tung. Předtím byl stranickým tajemníkem měst Šen-čen a Tchaj-jüan.

## Životopis
Wang Wej-čung se narodil v březnu 1962 v Šuo-čou v provincii Šan-si. V roce 1984 absolvoval studium na katedře hydrotechniky Univerzity Čching-chua, poté v letech 1984–1987 studoval na Čínském institutu vodních zdrojů a hydroenergetického výzkumu, kde obdržel magisterský titul. Má dosažené doktorské vzdělání.
Následně zastával pozice na ministerstvu vodních zdrojů. V letech 2004–2007 byl místostarostou města Šao-tchung v provincii Jün-nan. Poté od roku 2010 pracoval na ministerstvu pro vědu a technologie, kde byl následně v letech 2010–2014 náměstkem ministra pro vědu a technologie.
V roce 2014 byl jedním z funkcionářů dosazených do provincie Šan-si v důsledku korupčních skandálů tamějšího vedení. V září toho roku se stal členem provinčního stranického výboru a o dva roky později tajemníkem výboru Komunistické strany Číny v Tchaj-jüanu, de facto tamějším lídrem. Na XIX. sjezdu Komunistické strany Číny v roce 2017 byl zvolen náhradníkem 19. ústředního výboru.
27. prosince 2021 se stal úřadujícím guvernérem Kuang-tungu poté, co byl dosavadní guvernér Ma Sing-žuej jmenován tajemníkem výboru Komunistické strany Číny v Ujgurské autonomní oblasti Sin-ťiang. 23. ledna 2022 byl Shromážděním lidových zástupců provincie Kuang-tung formálně zvolen řádným guvernérem provincie.